# Ботаническая (остановочный пункт, Украина)
Ботани́ческая — ликвидированный пассажирский остановочный пункт Киевского железнодорожного узла Юго-Западной железной дороги. Был расположен между станцией Киев-Демеевский и Дарницким железнодорожным мостом вдоль Надднепрянского шоссе. Возник в 1914 году под названием Правый Берег, название Ботаническая получил в 1959 году из-за близкого расположения к ботаническому саду.
К 2002 году окончательно демонтирован. Взамен сооружен остановочный пункт Выдубичи вблизи станции Киев-Демеевский.
По состоянию на 2017 год сохранился лишь заброшенный подземный переход под Надднепрянским шоссе, имевший выход к платформам.